# Ellerau
Ellerau è una città di 6 308 abitanti dello Schleswig-Holstein, in Germania.

Appartiene al circondario (Kreis) di Segeberg (targa SE).